# Luis Fernández Estébanez
Luis Fernández Estébanez (Madrid, España, 31 de diciembre de 1984), más conocido como Lucho Fernández o Perla, es un actor y MC español, conocido por interpretar a Culebra en Los protegidos (Antena 3) y ser el MC de apoyo en los conciertos de Darmo.

## Biografía
Nacido en Madrid, empezó a colaborar desde 2007 con su amigo el rapero Darmo, como vocalista, haciendo las segundas voces y los coros. Fue precisamente su aparición en el videoclip Mantenlo ilegal, de Darmo, lo que le abrió las puertas al mundo de la interpretación. 
Tras ver el videoclip, los productores de la serie de Antena 3 Los protegidos le ofrecieron la posibilidad de participar en un casting. Y así surgió el personaje de "Culebra", un chico curtido en orfanatos y centros de acogida que tiene el poder de la invisibilidad. En 2011, grabó la tercera temporada de la serie que emitió Antena 3 el 8 de marzo de 2012. "Culebra" permitió que la popularidad de Luis se disparase y así, le surgieron las primeras ofertas para cine. 
Su primer papel en cine le llega con Tres metros sobre el cielo, donde trabaja junto a Mario Casas y María Valverde y que fue la película más vista en 2010.
Su segundo largometraje, XP3D, dirigido por Sergi Vizcaíno y producido por Rodar y Rodar, se estrenó a finales de diciembre de 2011. 
En él comparte protagonismo con Amaia Salamanca, Maxi Iglesias y Úrsula Corberó, entre otros. El 22 de junio de 2012 formó parte del elenco de Tengo ganas de ti (la segunda parte de 3MSC) que continuará la historia de 3MSC dos años después. Desde 2011, y hasta 2012 grabó la serie Fenómenos, estrenada en noviembre por Antena 3 y en la que tuvo un personaje principal.
En 2013, Luis protagonizó dos películas, Afterparty de Miguel Larraya, y Barcelona, noche de verano de Dani de la Orden.
Recientemente interpretó a Salva en Mar de plástico (Antena 3), y presentó la versión española de Vergüenza ajena (Made in Spain) en MTV España.
En septiembre de 2020 ficha por la serie diaria Servir y proteger para interpretar a Iván Díaz, nuevo inspector de la UIT.
En febrero de 2021 se anunció que retomaría su papel de Culebra en la continuación de Los protegidos para Atresplayer Premium. En 2022 protagoniza uno de los capítulos de Historias de Protegidos junto a Ana Fernández.
En noviembre de 2023 ficha por Cicatriz de Prime Video y La 1 en la que interpreta a Tomás.
A finales de enero de 2024 se anuncia que forma parte del reparto de La favorita 1922, nueva serie de Telecinco junto con Verónica Sánchez, Andrea Duro, entre otros.

## Filmografía

### Televisión

#### Series
| Año         | Título                     | Papel                             |
| ----------- | -------------------------- | --------------------------------- |
| 2010 - 2012 | Los protegidos             | Angel Castillo Rey "Culebra"      |
| 2010        | Física o química           | Angel Castillo Rey "Culebra"      |
| 2011        | La gira                    | Él mismo                          |
| 2012        | La huida                   | Luis                              |
| 2012 - 2013 | Fenómenos                  | Guillermo "Willy" Azcauri         |
| 2015        | Los nuestros               | Daniel Solá                       |
| 2015 - 2016 | Mar de plástico            | Salvador "Salva" Morales          |
| 2017 - 2018 | Las chicas del cable       | Pedro Guzmán                      |
| 2020        | Desaparecidos              | Gaspar Abad                       |
| 2020 - 2022 | Servir y proteger          | Iván Díaz                         |
| 2021 - 2023 | Los protegidos: El regreso | Policarpio Castillo Rey "Culebra" |
| 2022        | Historias de Protegidos    | Policarpio Castillo Rey "Culebra" |
| 2024        | Cicatriz                   | Tomás                             |
| 2025        | La favorita 1922           | Julio Moreno                      |

#### Programas
| Año  | Título                          | Papel    |
| ---- | ------------------------------- | -------- |
| 2016 | Vergüenza ajena (Made in Spain) | Él mismo |

### Cine
| Año  | Título                     | Papel  |
| ---- | -------------------------- | ------ |
| 2010 | Tres metros sobre el cielo | Chino  |
| 2011 | XP3D                       | Carlos |
| 2012 | Tengo ganas de ti          | Chino  |
| 2013 | Afterparty                 | Carlos |
| 2013 | Barcelona, noche de verano | Marc   |
| 2015 | Asesinos inocentes         | Andrés |
| 2015 | Mi gran noche              | Josua  |

### Vídeos musicales
| Año             | Título                  | Papel           | Notas                                                                         |
| --------------- | ----------------------- | --------------- | ----------------------------------------------------------------------------- |
| 2008            | «Rebeldes»              | Secundario      | De los MC Ivan Nieto y Tony Calamonte                                         |
| 2009            | «Mantenlo ilegal»       | Protagonista    | Del MC Darmo                                                                  |
| 2009            | «El Tiempo Corre»       | Secundario      | De los MC Ivan Nieto y Darmo                                                  |
| 2010            | «El Elegido»            | Protagonista    | Del MC Ivan Nieto                                                             |
| 2010            | «Vida Grimey»           | Secundario      | De los MC Swan Fyahbwoy, Moreno, Chulito Camacho, Darmo, Ivan Nieto y Carmona |
| 2010            | «Evolución (Remix)»     | Secundario      | Del MC Ivan Nieto                                                             |
| 2010            | «What U Tryin' 2 do!?»  | Secundario      | Mitx                                                                          |
| 2011            | «Mi vida loca»          | MC              | Del MC Darmo                                                                  |
| 2011            | Ante Todo Hermanos      | Darmo ft. Perla |                                                                               |
| 2011            | «Cicatrices del pasado» |                 | Perla + MRK                                                                   |
| «Sangre x odio» |                         | A sangre fría   |                                                                               |
| 2012            | «Solo nos queda soñar»  |                 | Del MC Darmo                                                                  |

## Premios
- Revelación Must! del año (2010)
- Neox Fan Awards (2012) - Mejor actor de serie[5]
- Neox Fan Awards (2012) - Mejor beso con Ana Fernández.